# Paul Mauriat (musicien)
Pour les articles homonymes, voir Paul Mauriat et Mauriat.
Paul Mauriat, né le 4 mars 1925 à Marseille et mort le 3 novembre 2006 à Perpignan, est un chef d'orchestre français spécialisé dans la musique de variétés. Il était marié avec Irène Mauriat Bobo. Il travailla souvent en étroite collaboration avec Raymond Lefèvre, ou encore parfois avec Franck Pourcel.
Paul Mauriat est devenu célèbre notamment pour sa version instrumentale de L'amour est bleu. Il est le seul artiste français à ce jour à avoir été classé no 1 des ventes aux États-Unis pendant 5 semaines.

## Biographie
Paul Mauriat grandit à Marseille et débute en 1942 comme pianiste de jazz dans un orchestre local. Il commence à diriger son propre orchestre pendant la Seconde Guerre mondiale. Il se fait connaître auprès de Franck Pourcel, qui le promotionne pour ses talents de pianiste, instrument dont il joue souvent lui-même dans son propre orchestre.
Paul Mauriat écrit sa première chanson avec André Pascal. En 1958, ils sont lauréats du Coq d'or de la chanson française, avec Rendez-vous au Lavandou. 
Par deux fois, deux titres de Paul Mauriat sont numéro un au box-office américain (fait unique pour un musicien français). La première fois pour sa composition Chariot (chantée en français par Petula Clark), célèbre outre-Atlantique en 1963 sous le titre I Will Follow Him et interprétée par Peggy March. La seconde fois en 1968, avec la version instrumentale de L'amour est bleu. Chariot est écrit en partenariat avec Jacques Plante et Franck Pourcel (ce dernier signe sous le pseudonyme de J.W. Stole) et Paul Mauriat sous le pseudonyme Del Roma.
Entre 1967 et 1972, il écrit beaucoup pour Mireille Mathieu, dont Mon Credo (qui se vend à 1 335 000 exemplaires), Viens dans ma rue (prix Vincent-Scotto décerné par la SACEM), La Première Étoile, Géant, etc.
Plusieurs des enregistrements de Paul Mauriat sont des reprises de chansons écrites par d'autres compositeurs, mais ses arrangements, avec des battements clairs, des effets de violon, du piano et une instrumentation personnelle, comme l'ajout du clavecin dans son orchestration, instrument présent dans la majorité de ses arrangements, marque son style à l'instar de L'amour est bleu en 1968. Cette chanson (Love is blue) est à l'origine composée par André Popp. La reprise par l'orchestre de Paul Mauriat est un succès mondial qui contribue à sa renommée, vendant presque autant de disques sous la version purement orchestrale avec introduction au clavecin que par la chanteuse Vicky Leandros, avec des paroles de Pierre Cour, représentant le Luxembourg au concours de l'Eurovision en 1967.
Chef d'orchestre de renom en France et aux États-Unis, Paul Mauriat l'est également au Japon, où il a fait une grande carrière. 
Il enregistre tout autant de disques en version instrumentale, que d'accompagnement de chanteurs. Il a même effectué l'accompagnement de chanteurs enfants sur un disque de Rondes de France. Pour la totalité de ses enregistrements, il restera fidèle à son ingénieur du son depuis toujours, Dominique Poncet.
En 1972, il commence une collaboration avec Gérard Gambus, qui devient son directeur musical durant dix ans et avec qui il cosigne plus de 40 titres. Ils réalisent ensemble une vingtaine d’albums. 
En 1974, il accompagne Caroline Verdi lors de ses tournées au Japon.
Gérard Gambus lui présente plus tard son frère Gilles. Celui-ci devient le bras droit de Paul Mauriat, qui lui confie la direction du Grand Orchestre en 1999. Gilles Gambus réalise des tournées au Japon, en Chine et en Russie, après avoir travaillé et créé avec Paul Mauriat durant plus de 25 ans.
En 1996, les quatre chefs, Paul Mauriat au piano, Franck Pourcel au violon, Raymond Lefèvre à la flûte et Francis Lai à l'accordéon décident de s'associer pour composer et jouer Quartet for Kobe, à la mémoire des victimes du tremblement de terre de Kobe en 1995.
Paul Mauriat dirige son dernier concert en 1998 à Osaka au Japon. Son orchestre continue de voyager autour du monde entre 2000 et 2005, année de sa dernière tournée. Parmi ses meilleurs enregistrements connus, citons L'amour est bleu, El Bimbo et Penelope.
En 2005, le musicien Jean-Jacques Justafré dirige l'orchestre lors d'une tournée au Japon et en Corée.
De nombreux musiciens français (Bernard Arcadio, Patrick Artero, Georges Balbon, Michel Barouille, Jean Bernard, Jacques Bessot, Jacques Charrier, Claude Chauvet, Thierry Chauvet, René Chave, Philippe Chayeb, Michel Delakian, Jean Gaunet, Anne Germain, Géraldine Gogly, Philippe Javelle, Denis Leloup, Stéphane Limonaire, Philippe Macé, André Paquinet, Gilles Perrin, Myriam Eddaïra, Serge Planchon, Pascal Lebourg, Jean-Claude Ribera, Tony Russo, Jacques Saint-Yves, Gérard Salmieri, Manuel Solans, David Braccini, Hervé Cavelier, Nobert Vergonjanne, etc.), mais aussi étrangers (mexicains comme Ramon Flores, Carlos Garcia, ou encore néo-zélandais comme l'harmoniciste Brendan Power) ont participé aux tournées de l'orchestre.
Serge Elhaïk publie en 2004 un ouvrage retraçant la carrière musicale de Paul Mauriat sous le titre Une vie en bleu.
En 2006, Paul Mauriat signe la préface du livre Charles Aznavour : Passionnément (de Caroline Réali et Bernard Reval).
Paul Mauriat a quelquefois également utilisé les pseudonymes de Richard Audret ou Willy Twist.
Il est inhumé au cimetière du sud à Perpignan.

### Partenariat avec Raymond Lefèvre
C'est lors du Coq d'Or de la Musique, qu'organise Eddie Barclay et auquel participe également Raymond Lefèvre, qu'il sympathise avec ce dernier. Ces deux chefs travaillent et composent ensemble durant plusieurs années.

### Accompagnement deCharles Aznavour
Après une première rencontre manquée en 1951 (Mauriat refuse d'être le pianiste d'Aznavour), ils se retrouvent dix ans plus tard, quand Charles Aznavour signe pour les disques Barclay et sur le conseil de Léo Missir, son directeur artistique. Fin 1960, Paul Mauriat accompagne Charles Aznavour sur la scène de l'Alhambra-Maurice Chevalier. Si l'expérience n'est plus renouvelée à la scène, en revanche, Mauriat, de 1960 à 1967, orchestre près de 120 chansons d'Aznavour (Tu t'laisses aller, La Marche des anges, Trousse-Chemise, Et pourtant, La Mamma, Les Comédiens, La Bohème, Paris au mois d'août...).

## Discographie
On estime que Paul Mauriat a vendu près de 40 millions de disques à travers le monde au cours de sa carrière.
- Viva Cha Cha Cha (1959) (comme Eduardo Ruo)
- Jazz-Tango (1959) (comme Richard Audrey)
- Jamais le dimanche (1960) (comme Nico Papadopoulos)
- Tu viens danser! (1960)
- Un taxi pour Tobrouk (1961)
- Paris by Night (1961)
- Hallali Twist (1962) (comme Willy Twist)
- Bingo Party (1962) (comme Willy Twist)
- Horace 62 (1962)
- Demain tu te maries (1963)
- Plays Standards (1963)
- Paul Mauriat joue pour les enfants et pour moi (1963)
- Album no 1 (1965)
- Russie de toujours (1965)
- Album no 2 (1965)
- Album no 3 (1966)
- Prestige de Paris (1966)
- Album no 4 (1966)
- Bang, Bang (1966)
- Album no 5 (1967)
- Noëls (1967)
- Album no 6 (1967)
- Love Is Blue (1968)
- Viva Mauriat (1968)
- Latin Nights (1968)
- Mauriat Slows (1968)
- Rain and Tears (1968)
- Cent Mille Chansons (1968)
- Rythm and Blues (1968)
- Je T'aime...Moi Aussi (1969)
- Un Jour, un enfant (1969)
- Vole, vole, farandole (1969)
- Paul Mauriat joue Chopin (1970)
- C'est la vie... Lily (1970)
- Gone is Love (1970)
- Comme j'ai toujours envie d'aimer (1970)
- Paloma Embriagada (1970)
- Un banc, un arbre, une rue (1971)
- Mamy Blue (1971)
- Penelope (1971)
- Étude en forme de rythm and blues (1971)
- El Condor Pasa (1971)
- Tombe la neige (1971)
- Après toi (1972)
- L'Avventura (1972)
- Last Summer Day (1972)
- Paul Mauriat joue Les Beatles (1972)
- Le Lac Majeur (1972)
- Forever and Ever (1973)
- Nous irons à Vérone (1973)
- Last Tango In Paris (1973)
- Good bye, My Love, Good bye (1973)
- White Christmas (1973)
- Retalhos de Cetim (1974)
- Je pense à toi (1974)
- Le Premier Pas (1974)
- I Won't Last a Day Without You (1974)
- Have You Never Been Mellow? (1974)
- L'Été indien (1975)
- Entre Dos Aguas (1975)
- The Best of Paul Mauriat - 10 Years with Philips (1975)
- From Souvenirs to Souvenirs (1975)
- Lili Marlene (1975)
- Love Sounds Journey (1976)
- Michèle (1976)
- Love Is Still Blue (1976)
- Il était une fois... nous deux (1976)
- Chanson d'amour (1977)
- C'est la vie (1977)
- Hymne à l'amour (1977)
- Brasil Exclusivamente (1977)
- L'Oiseau et l'Enfant (1977)
- Overseas Call (1978)
- Dans les yeux d'Émilie (1978)
- Brasil Exclusivamente vol. 2 (1978)
- Too Much Heaven (1979)
- Nous (1979)
- Copacabana (1979)
- Aerosong (1980)
- Chromatic (1980)
- Brasil Exclusivamente vol. 3 (1980)
- Reality (1981)
- Roma dalla Finestra (1981)
- Pour le plaisir (1981)
- The Green Lake (1981)
- Je n'pourrais jamais t'oublier (1981)
- Tout pour la musique (1982)
- Magic (1982)
- I Love Breeze  (1982)
- Descendant Of The Dragon (1982)
- Wild Spring (1983)
- Summer Has Flown (1983)
- Olive Tree (1984)
- Piano Ballade (1984)
- The Seven Seas (1984)
- Chromatic (1984)
- Transparence (1985)
- The Best of Paul Mauriat 2 - 20 Years with Philips (1985)
- Classics In The Air (1985)
- Windy (1986)
- Classics In The Air 2 (1986)
- Song For Taipei (1986)
- Classics In The Air 3 (1987)
- Nagekidori (1987)
- Best Of France (1988)
- The Paul Mauriat Story (1988)
- Serenade (1989)
- Iberia (1989)
- Remember (1990)
- You Don't Know Me (1990)
- Gold Concert (1990)
- Retrospective (1991)
- Nostal Jazz (1991)
- Emotions (1993)
- The Color Of The Lovers (1994)
- Now And Then (1994)
- Soundtracks (1995)
- Quartet For Kobe (1995)
- Escapades (1996)
- Cri d'amour (1996)
- 30th Anniversary Concert (1996)
- Romantic (1997)
- Sayonara Concert (1998)
- I Will Follow Him (2000)
- All The Best (2003, en Hamiz)
- Les Merveilleuses Orchestrations de Paul Mauriat (de 1957 à 1961) (2012, Marianne Mélodie)

Serge Elhaïk, spécialiste des grands orchestres d'ambiance, a fait paraître en 2005 un coffret de trois CD de Paul Mauriat sous le titre Le Couturier musical.
En 2015 paraît chez Marianne Mélodie un coffret de deux CD de Paul Mauriat, reprenant à partir de 45 tours et 33 tours rares de sa collection, des compositions divertissantes, dont plusieurs des débuts de son orchestre non rééditées jusqu'ici, parallèlement à un coffret de Caravelli.

## Filmographie
- 2011 : Les Simpson (Love is blue)
- 2013 : Mad Men (Love is blue)

## Décorations
- Commandeur de l'ordre des Arts et des Lettres Il est fait commandeur le 15 novembre 1996[3].